# Вал-Квентін
Вал-Квентін (англ. Val Quentin) — літнє село в Канаді, у провінції Альберта, у складі муніципального району Лак-Сент-Анн.

## Населення
За даними перепису 2016 року, літнє село нараховувало 252 особи постійного населення, показавши зростання на 60,5%, порівняно з 2011-м роком. Середня густина населення становила 814 осіб/км².
З офіційних мов обидвома одночасно володіли 10 жителів, тільки англійською — 240. Усього 15 осіб вважали рідною мовою не одну з офіційних, з них 5 — українську.
Працездатне населення становило 160 осіб (62,7% усього населення), рівень безробіття — 12,5%.

## Клімат
Середня річна температура становить 2,6°C, середня максимальна – 20,9°C, а середня мінімальна – -19,3°C. Середня річна кількість опадів – 496 мм.
| Клімат поселення                              | Клімат поселення | Клімат поселення | Клімат поселення | Клімат поселення | Клімат поселення | Клімат поселення | Клімат поселення | Клімат поселення | Клімат поселення | Клімат поселення | Клімат поселення | Клімат поселення | Клімат поселення |
| Показник                                      | Січ.             | Лют.             | Бер.             | Квіт.            | Трав.            | Черв.            | Лип.             | Серп.            | Вер.             | Жовт.            | Лист.            | Груд.            |                  |
| Середній максимум, °C                         | −6,99            | −3,82            | 1,34             | 9,44             | 15,63            | 19,77            | 20,94            | 20,48            | 15,44            | 10,10            | 0,83             | −4,82            |                  |
| Середня температура, °C                       | −13,18           | −10              | −4,82            | 3,30             | 9,46             | 13,60            | 15,90            | 15,43            | 10,41            | 5,06             | −4,21            | −9,85            |                  |
| Середній мінімум, °C                          | −19,32           | −16,14           | −10,99           | −2,9             | 3,29             | 7,44             | 10,87            | 10,40            | 5,38             | 0,02             | −9,24            | −14,88           |                  |
| Норма опадів, мм                              | 25               | 17               | 18               | 26               | 50               | 85               | 96               | 68               | 44               | 25               | 22               | 20               |                  |
| Середньомісячна швидкість вітру, м/с          | 3.20             | 3.40             | 3.40             | 3.60             | 3.50             | 3.20             | 2.90             | 2.80             | 3.00             | 3.30             | 3.20             | 3.20             |                  |
| Середньомісячна сонячна радіація, кДж/м²·день | 3374             | 6886             | 12168            | 17187            | 20554            | 22121            | 22149            | 18545            | 12524            | 7382             | 3637             | 2431             |                  |
| --------------------------------------------- | ---------------- | ---------------- | ---------------- | ---------------- | ---------------- | ---------------- | ---------------- | ---------------- | ---------------- | ---------------- | ---------------- | ---------------- | ---------------- |
| Джерело:                                      |                  |                  |                  |                  |                  |                  |                  |                  |                  |                  |                  |                  |                  |